# Märzanderl
Märzanderl ist ein Ortsteil der oberbayerischen Gemeinde Eurasburg im Landkreis Bad Tölz-Wolfratshausen. Die Einöde liegt circa zweieinhalb Kilometer südwestlich von Beuerberg.